# Wilhelm Mundt

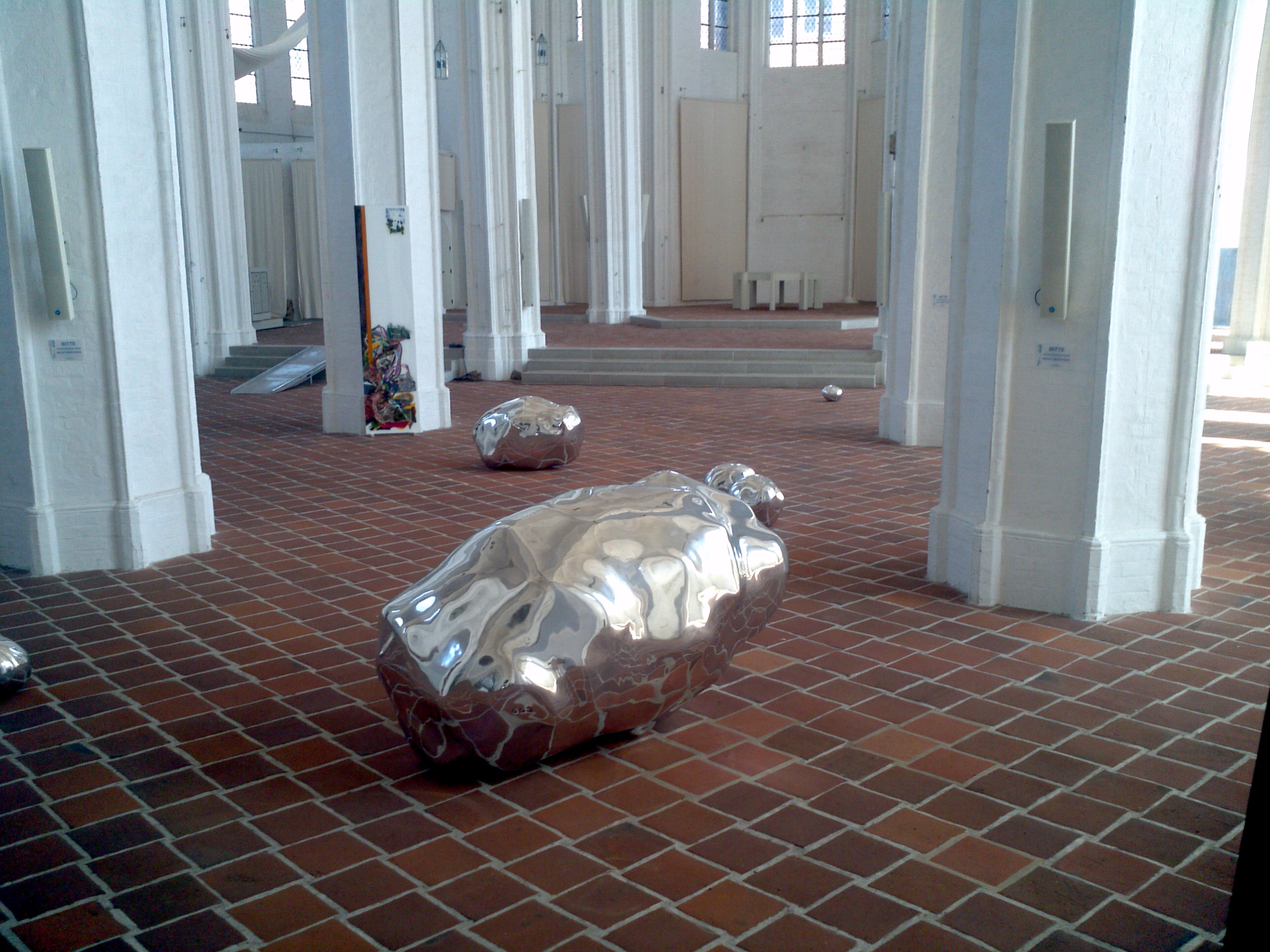
Trashstones in der Petrikirche in Lübeck im Juli 2012

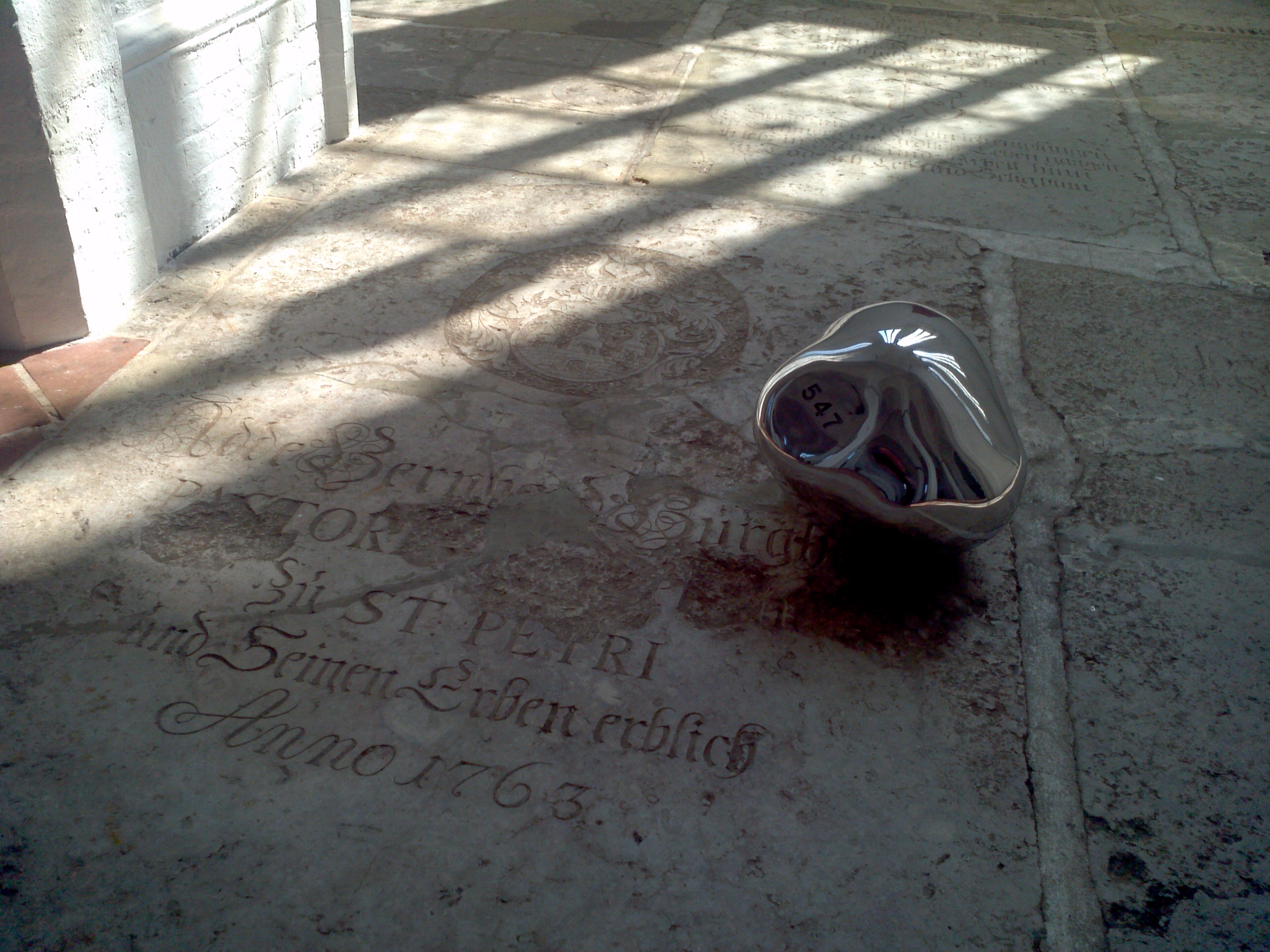
Trashstone 547 von Wilhelm Mundt in St. Petri

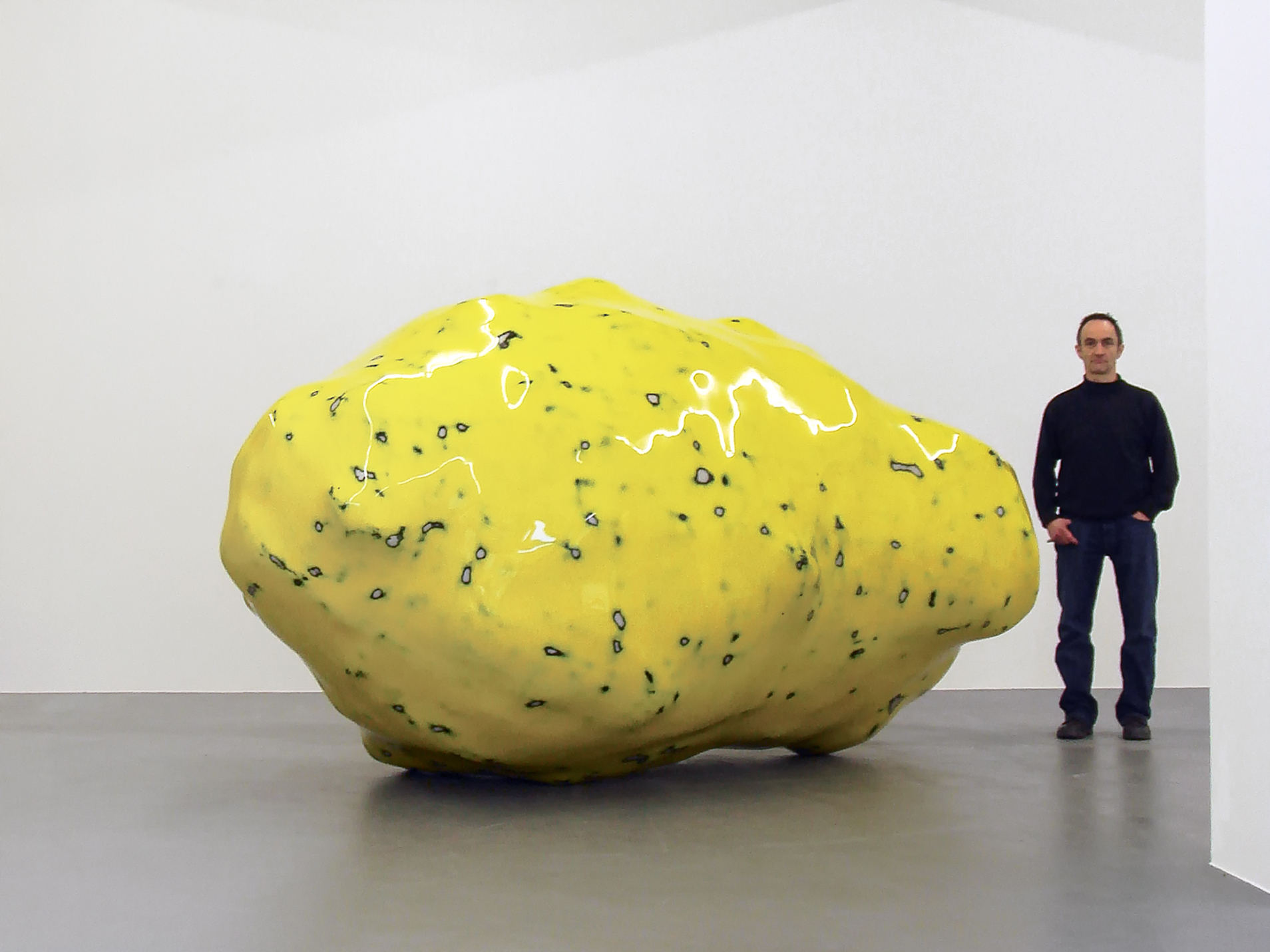
Wilhelm Mundt neben dem Trashstone 412, 170 × 180 × 320 cm

Wilhelm Mundt (* 1959 in Grevenbroich) ist ein deutscher Bildhauer, der in Rommerskirchen und Köln lebt und arbeitet.

## Leben und Werk
Wilhelm Mundt studierte 1979 bis 1986 an der Kunstakademie Düsseldorf bei Tony Cragg, Klaus Rinke und Irmin Kamp. 1986 erhielt er ein Stipendium der Stiftung Kunstfonds, Bonn, in den Jahren 1989 bis 1991 unterrichtete er selbst an der Kunstakademie Düsseldorf. 2009 trat er eine Professur an der Hochschule für Bildende Künste Dresden an.

### Skulpturen
Internationale Bekanntheit erlangte Mundt mit seiner seit 1989 erzeugten Werkgruppe „Trashstones“. Trashstones sind Produktionsabfälle, die der Künstler aufwändig mit Kunstharz ummantelt und die auf den Betrachter wie Findlinge wirken. Die Sammlung mehrerer hundert durchnummerierter Einzelobjekte beinhaltet als größtes Stück Trashstone 412 mit etwa einer Tonne Gewicht. Die inzwischen über 800 Arbeiten umfassende Werkgruppe zeugt von der konsequenten fortwährenden Form- und Farbfindung des Künstlers, die jeden Stein zum einzigartigen Unikat werden lässt.
In einer Werkgruppe außerhalb der Trashstones nimmt Wilhelm Mundt diesen Aspekt auf und fertigt aus Glasabfällen in Murano Arbeiten, die einen farbigen, gläsernen Kern innerhalb einer massiven Glasumhüllung zeigen. Diese transparenten Steine geben den Blick auf ihr Inneres frei, obgleich sich der Kern einer endgültigen Formbestimmung durch die optischen Lichtbrechungen der Hülle entzieht.
Wilhelm Mundt reflektiert festgelegte Produktionsanordnungen bzw. -abläufe sowie industrielle Herstellungsprozesse und stellt funktionsabhängige Formfindungen in den künstlerischen Kontext. Entsprechend folgt die Herstellung einer Skulptur einem vom Künstler zuvor festgelegten Prinzip, in dem sich zudem eine Skulptur metaphorisch auch in die nächste überführt, was durch die Verwendung der chronologisch zugeordneten Nummern verdeutlicht wird. Numerisch ist somit immer eine vorhergehende und eine nachfolgende Skulptur festgelegt.

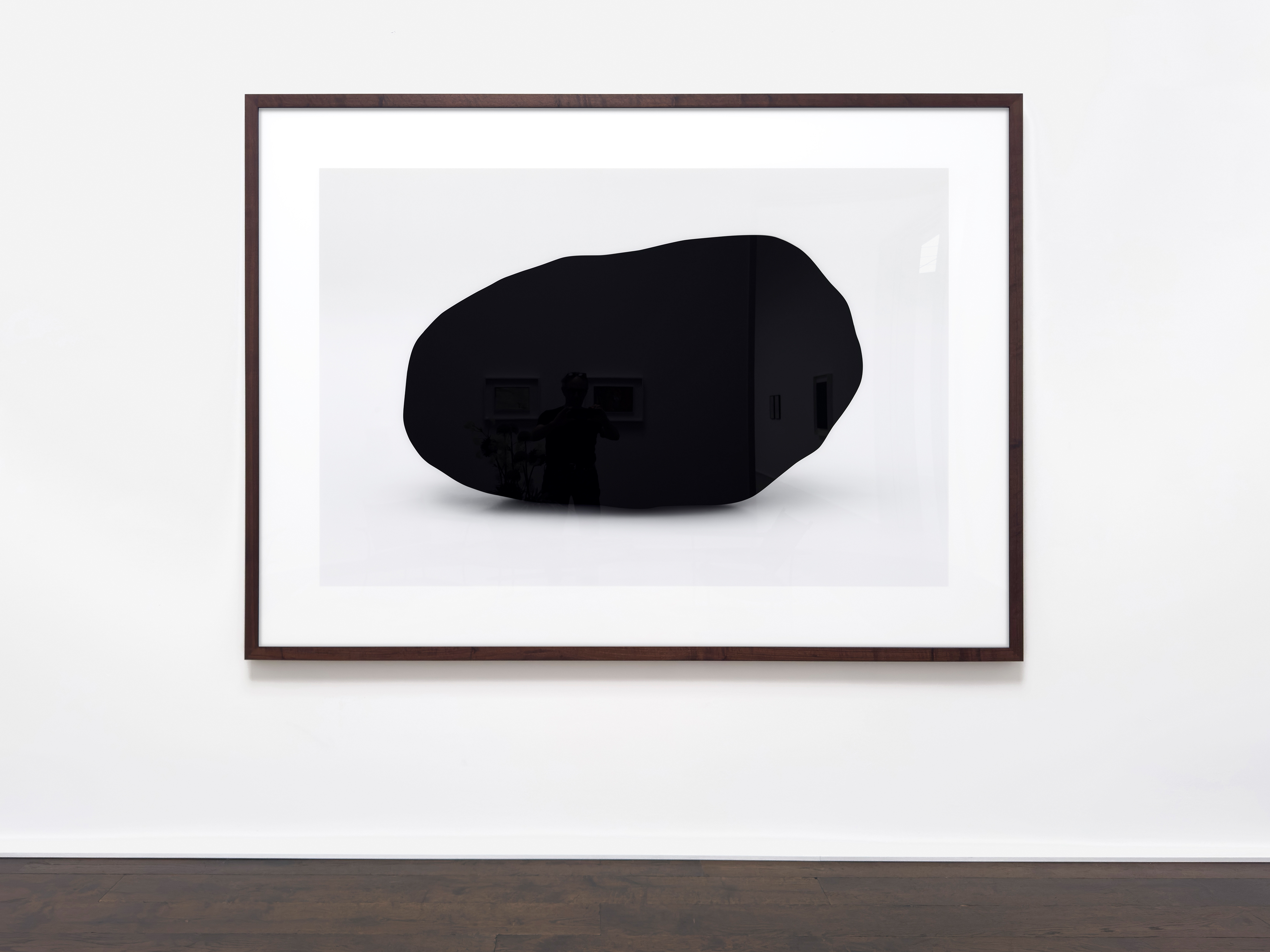
798-050 totes Kapital, 2023, Lightjet Print auf Aluminium, 169 × 232 cm

### Fotografien
Als Erweiterung und Befragung des Konzepts der Trashstones entstehen Videoarbeiten, Zeichnungen und Fotografien, wobei letztere besonders hervortreten. Seit 2013 fotografiert Mundt einzelne Trashstones und bildet sie als Reproduktion in Originalgröße ab. Dabei werden die Fotografien digital überarbeitet, so dass die Skulptur nur als schwarze Fläche erscheint. Dem entmaterialisierten Charakter des „schwarzen Lochs“ steht der verbleibende Schatten als Relikt des ursprünglichen Volumens gegenüber.
Die Royal Academy of Arts, London zeichnete 2007 Mundts Werk mit dem Jack Goldhill Award for Sculpture aus.

## Ausstellungen (Auswahl)
- Neue Galerie Gladbeck[10]
- Amsterdam Sculpture Biennale ARTZUID 2023 und 2013[11]
- Fondation Villa Datris, L'isle-sur-la-Sorgue[12]
- Arp Museum Bahnhof Rolandseck, Remagen
- Kunsthalle Ziegelhütte Appenzell, Appenzell
- Kunstverein Ulm
- Buchmann Galerie, Berlin
- Lehmbruck-Museum, Duisburg
- Kunsthalle zu Kiel: From Trash to Treasure
- St. Petri, Lübeck

## Sammlungen
Die Arbeiten von Wilhelm Mundt sind in zahlreichen Öffentlichen- und Privatsammlungen vertreten, unter anderem im Kunstmuseum Bonn, im Lehmbruck-Museum (Duisburg), Museum Kunstpalast (Düsseldorf), Kunstmuseum St. Gallen, Margulies Collection (Miami), Société Générale Collection (Paris), Universität Bayreuth, MunichRe (München) und der Vestas (Aarhus).